# Кошелевка (Луганская область)
Кошелевка (укр. Кошелівка) — село, относится к Троицкому району Луганской области Украины.
Население по переписи 2001 года составляло 34 человека. Почтовый индекс — 92136. Телефонный код — 6456. Занимает площадь 8,3 км². Код КОАТУУ — 4425480503.

## Местный совет
92136, Луганська обл., Троїцький р-н, с. Арапівка, вул. Радянська, 1  (укр.)

## Улицы
- улица Луговая